# Presbytera

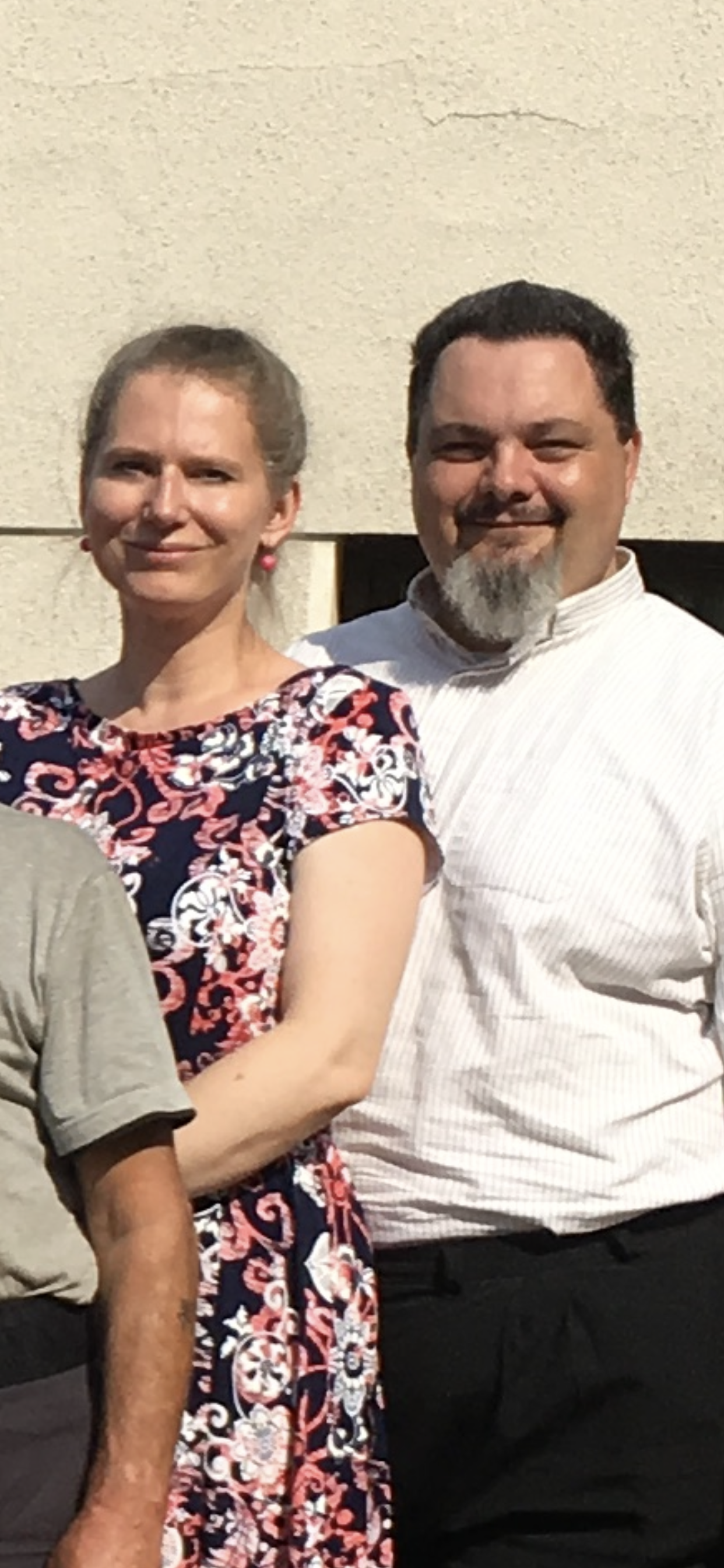
Mitroforní protojerej Miroslav Šantin a jeho manželka presbytera Eva Šantinová

Presbytera (řecky πρεσβυτέρα, výslovnost presvytéra, ve slovanském prostředí též mátuška) je manželka pravoslavného kněze. 

## Etymologie
Titul je odvozen z řeckého presbyteros, znamenající starší či přední, stejně se vykládá i význam presbytery.

## Presbytera v různých jazycích
- Albánsky: Prifteresha
- Arménsky: Yeretzgin
- Arabsky: خورية
- Bulharsky: Popadija
- Karpatsko-rusínsky: Pani
- Koptsky: Tasoni
- Estonsky: Presvitera
- Finsky: Ruustinna
- Italsky: Presbitera
- Makedonsky: Popadija
- Rumunsky: Preoteasă
- Rusky: Matushka
- Srbsky:  Popadija
- Syrsky: Bath  Qyomo
- Ukrajinsky: Panimatka nebo Panimatushka